# Успенская церковь (Московский кремль)
Не путать с Успенским собором.
Успенская церковь («вверху, на сенях», «у царевен меньших») — утраченная церковь Успения Пресвятой Богородицы в Московском кремле.
Царские выходы в данную церковь были редки. Царь Фёдор Алексеевич был в ней на всенощном бдении 14 августа 1680 года, накануне освящения церкви и затем 12 января 1681 года за литургией, по случаю именин царевны Татьяны Михайловны, и в последний раз 15 августа 1681 года, также за литургией, будучи в болезненном состоянии не мог быть на службе в Успенском соборе. В Успенской церкви 18 октября 1692 года приняла пострижение в монашество царевна Анна Михайловна с именем Анфиса: «а из хором её провожали в ту церковь царь Иоанн Алексеевич и царица Прасковья Фёдоровна, а после пострижения великая государыня, благородная царевна изволила быть той церкви в трапезе до шествия своего в Вознесенский монастырь».

## История
Церковь построена царём Фёдором Алексеевичем над трапезной храма Спаса Нового и была освящена 15 августа 1680 года. Храм предназначался для моления младших царевен, хоромы которых, как и старших, примыкали к Куретным воротам, в следствии чего нередко обозначалась, как и Спасская церковь «что у куретных ворот».
Иконостас столярный и позолочен. За материал для иконостаса было уплачено торговому человеку Григорию Антипину 51 рубль, 16 алтын, 4 деньги. Плотник Напрудной слободы Михаил Иванов покупал липовые доски и клей, из которых сделал 30 деревянных досок, для 4 местных и 26 деисусных, праздничных и праотеческих икон. Жалованный иконописец Фёдор Евтифьев с товарищами писали на них иконы в иконостас и на полотнах апостольские проповеди. Левкавщик Иван Афанасьев белил место, предназначенное для царевен. Ученик живописного письма Савва Яковлев расписывал железные двери на входе в церковь, чинил клиросы и ступени. Мастер Серебряной палаты Даниил Кузьмин с товарищами сделал крест железный, обогнутый красной медью и с позолоченным яблоком, тулеей и медной оправою, который поставили на церковь.
После пожара, в 1682 году, потребовалось подновление церкви, как внутри так и снаружи. По указу от 10 декабря 1683 года было велено в Оружейной палате иконостас починить и гзымзы (карнизы) сделать вновь. В то же время велено Успенскую церковь и трапезную, в длину 11 сажень, а поперёк 7 сажень, а также алтарь покрыть в два тёса скалою, в церкви, палатке и на паперти сделать рамы двойные, горное место сделать против прежнего. Необходимые доделки производились и в более позднее время. В апреле 1690 года, к Пасхе чинились иконы и иконостас.
Пожар 19 июня 1701 года истребивший Теремной дворец, каменные хоромы царевен и все здания прилегающие к патриаршему дому и Троицкому подворью, надо полагать, коснулся и церкви, хотя и в незначительной степени. На это указывает распоряжение от 20 сентября 1701 года о выдаче в эту церковь напрестольной одежды золотого атласа и на нижнюю полотно, на жертвенник камчатной одежды с нашитыми кружевными кованного серебра крестами и для обивки в алтаре горного места и двух дверей с обеих сторон сукна червленого (красного).
По описи 1703 года в церкви имелось много икон и предметов церковной утвари. Из примечательного имелось: местная икона Спаса Нерукотворного, в чеканной сребровызолоченой ризе, украшенная лазоревыми яхонтами и обнизаной двумя рядами крупного жемчуга, с золотым венцом с 4 яхонтами и крупным жемчугом. Икона Минея месячная была в гладком серебряном окладе и помещалась в деревянный киот. Напрестольное евангелие изготовлено на александрийской бумаге, верхняя часть отделана крупным жемчугом. У напрестольного креста с мощами верхняя и нижняя доски были золотые, а сам крест унизан крупным жемчугом. Царь Фёдор Алексеевич в 1681 году преподнёс церкви два сребровызолоченных потира, с финифтью и украшенных лазоревым яхонтом и жемчугом, на изготовление которых отпущено из казны серебра 4 фунта ефимок, и на 2 выносных подсвечника 15 фунтов серебра. Плащаница была шита по лазоревому атласу, а образ Спасителя написан по белому атласу и опущена зелёной камкаю. По углам, на опушке, были нашиты херувимы и слова тропаря «благообразный Иосиф», писанный золотом. Имеющиеся 12 риз шиты из золотого атласа, с оплечьями из золота и серебра.
Из сохранившегося описания ветхостей церкви в 1730 году видно, что в алтаре 4 окна со слюдой, стояла печь образчатая. Пол в церкви и трапезной деревянный, косещатый. Возле церкви находилась другая проходная трапезная с образчатой печью в особой палатке, где была дверь железная и окошечко.
Церковь разобрана в 1809 году.